# Neptunite
La neptunite è un minerale appartenente al gruppo omonimo.

## Forma in cui si presenta in natura
La neptunite si presenta in natura sotto forma di eleganti e lucenti cristalli prismatici, dal colore nero intenso o bruno scuro.